# 周伯琦

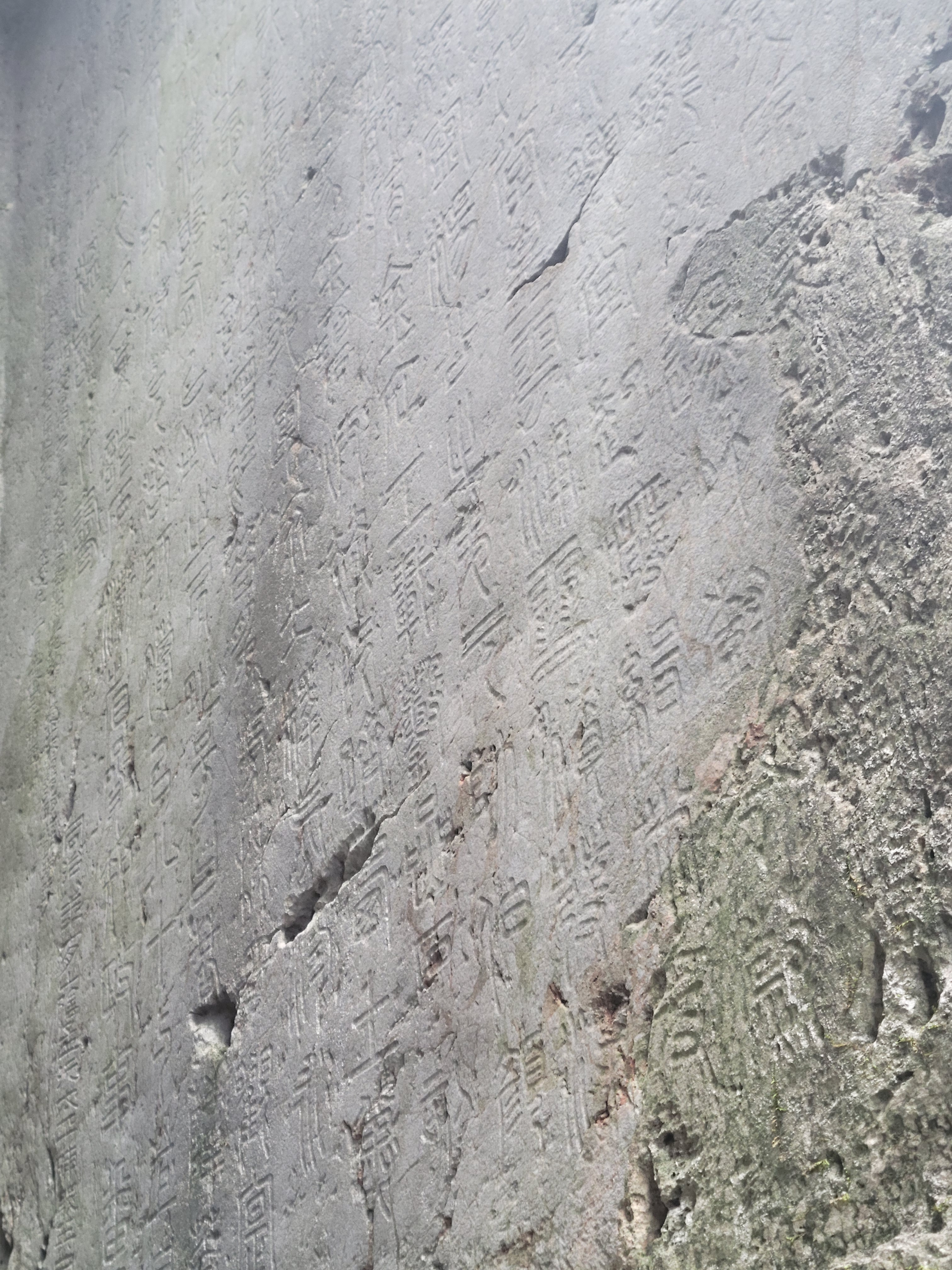
周伯琦在杭州飞来峰青龙洞留下的题刻《理公巖記》，大幅篆书。

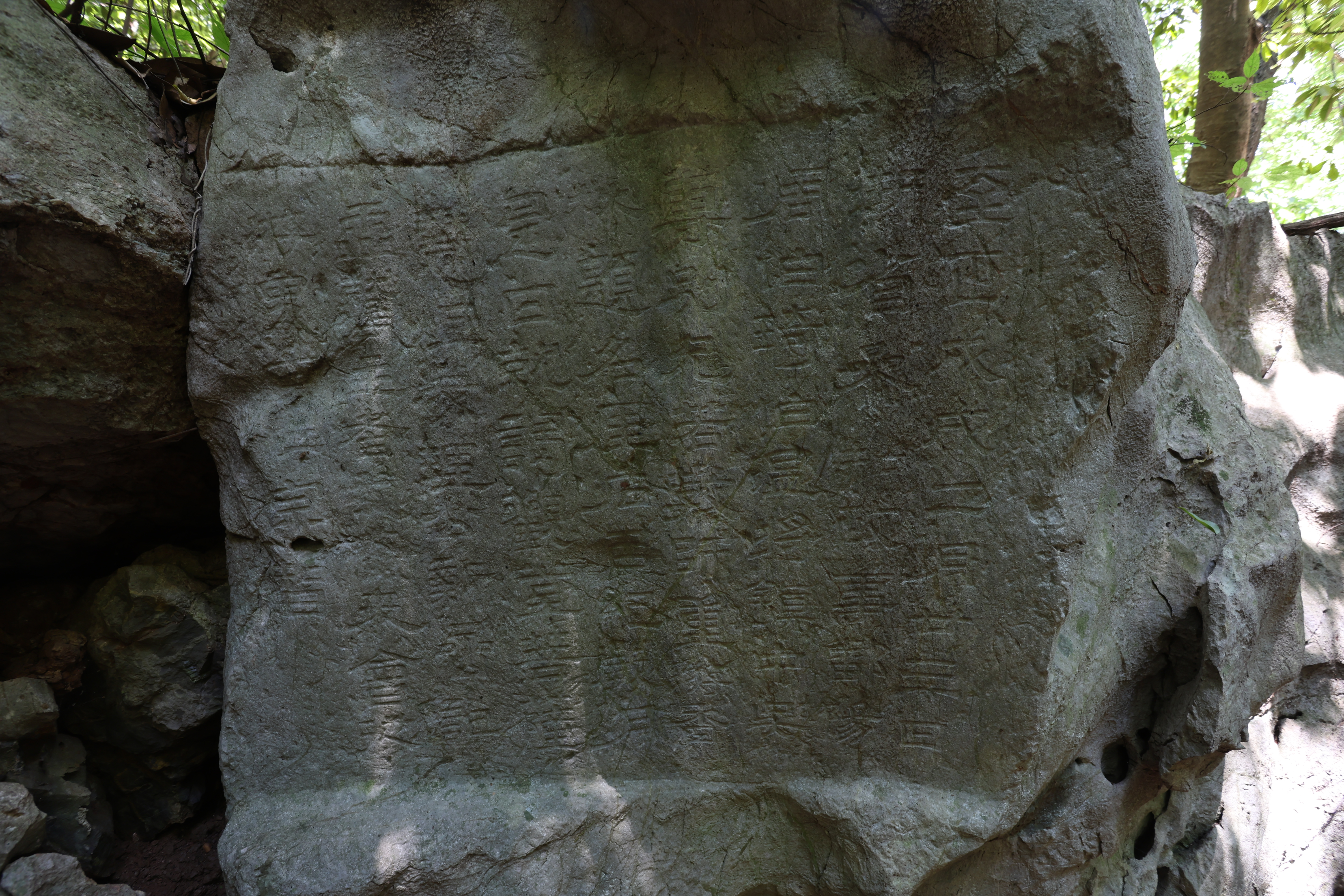
至正戊戌（1358）周伯琦在杭州下天竺三生石的题名，隶书。

周伯琦（1298年—1369年），字伯温，饶州人，周应极之子。元代官员、书法家。曾任南海县主簿，后升为翰林院修撰。元顺帝至正元年，由修撰特例拜為宣文閣授經郎、鉴书博士，轉经筵官、崇文監丞，以南人出身而于至正十二年四月由翰林直学士、兵部侍郎拜监察御史，陪同皇帝巡幸上都。其升转的原由则是当年二月下达的圣旨，禁止任官时的种族歧视现象。根据《平吴录》记载，周伯琦于至正十七年（1357）时任江浙廉访使、江浙行省参知政事，受达识帖睦迩之命劝降张士诚，但遭士诚拘留。他为周伯琦建造宅第，使其与文士流连于文墨。伯琦特别擅长篆书，为当时篆书名家。曾在元仁宗时期的宣文阁供职，受到书法家康里巙巙的赞扬。據楊士奇的記載，巙巙稱：“周伯琦篆書，今世無過之者。”其篆书作品《相鹤经》今藏于国立故宫博物院。

## 著作
著《六书正譌》五卷，是一部阐述《说文》，辨证俗字的字书。列小篆为主，先注制之义，再列隶字，俗字。对许书中的两千多个常用字所做的补正研究，在很多文字的形义分析中提出了自己不同的见解，其中不乏真知灼见。
《六書正譌》成书于元至正十一年（1351）。凡5卷，共收2000余字，均为“字书之常用而疑似者”。正字是周伯琦编写本书的主要目的。本书以《礼部韵略》韵部为序，分辖诸字；释字方式是以小篆为字头，下列正字、反切及造字本义和字形结构，最后指出所谓俗字之失，有些字还列出古文字形以资佐证。

## 延伸阅读
[在维基数据编辑]
 《元史·卷187》，出自宋濂《元史》
 《新元史/卷211》，出自柯劭忞《新元史》